# Úrvalsdeild 1917
Thống kê của Úrvalsdeild mùa giải 1917.

## Tổng quan
Có 3 đội tham gia, và Fram giành chức vô địch. Gunnar Thorsteinsson của Fram là vua phá lưới với 4 bàn thắng.

## Bảng xếp hạng
| Vị thứ | Câu lạc bộ | St | T | H | B | BT | BB | HS | Đ |
| 1      | Fram       | 2  | 2 | 0 | 0 | 7  | 5  | +2 | 4 |
| 2      | KR         | 2  | 1 | 0 | 1 | 5  | 5  | +0 | 2 |
| 3      | Valur      | 2  | 0 | 0 | 2 | 3  | 5  | -2 | 0 |